# اووک گروو (کارولینای جنوبی)
اووک گروو(به انگلیسی: Oak Grove) شهری در ایالت کارولینای جنوبی کشور ایالات متحده آمریکا است که جمعیت آن در سرشماری سال ۲۰۱۰ میلادی، ۱۰٬۲۹۱ نفر بوده‌است.